# Francesco Licheto
Francesco Licheto ou Lichetto, né sans doute entre 1460 et 1475, mort à Budapest le 15 septembre 1520, était un franciscain italien, ministre général des franciscains observants de 1518 à 1520.

## Dénominations
Dans un ouvrage de 1909, Heribert Holzapfel lui attribue le nom de famille Lichetto. Certaines sources du vingt-et-unième siècle préfèrent la forme Licheto,,.
Son nom de famille est également orthographié Lecheto ; certains auteurs le rattachent à la famille Lechi et le font naître à Brescia, d'autres le rattachent à la famille Celeri, dite Lecheti, et le font naître à Lovere,.
En latin, il est désigné comme Franciscus LEUCHETUS (de Brixia), Franciscus LEUCHETTUS (de Brixia) ou Franciscus LYCHETUS.

## Biographie
Dans sa jeunesse, il se fait franciscain observant dans la province (de) de Brescia et étudie la théologie. Il approfondit en particulier les travaux de Jean Duns Scot. Il est élu ministre général des franciscains observants au chapitre général de Lyon en 1518. Dans l'exercice de ses fonctions, il s'efforce de stabiliser l'observance, aux dépens de la croissance externe de l'ordre et redéfinit les provinces de l'ordre (de).[réf. souhaitée] Il interdit la création de nouveaux monastères sans sons consentement. Il consacre un temps important à la visite canonique des provinces de l'ordre en Italie, en Allemagne et en Autriche. À cette occasion, il  démet soixante-douze gardiens de couvent pour le motif qu'ils n'ont pas suffisamment soigné leurs frères malades.
Lors des débuts du luthérianisme, certains franciscains pensent que tout n'est pas à rejeter dans ce courant de pensée. En 1520, lors d'une visite en Allemagne, Licheto ordonne que les écrits de Martin Luther soient brûlés partout et que des prédicateurs soient envoyés dans chaque couvent pour combattre la nouvelle hérésie.
Licheto est le premier ministre général à visiter la Pologne quand, en 1520, il préside le chapitre monastique de Cracovie.
Il meurt à Budapest le 15 septembre 1520,.